# فرانسیس میلارد
فرانسیس میلارد (انگلیسی: Francis Millard; ۳۱ مهٔ ۱۹۱۴ – ۱۹ اکتبر ۱۹۵۸) کشتی‌گیر اهل ایالات متحده آمریکا بود.